# 元弘
元弘（げんこう）は、日本の元号の一つ。元徳の後、建武の前。1331年から1334年までの期間を指す。この時代の天皇は後醍醐天皇。鎌倉幕府将軍は守邦親王、執権は北条守時。

## 改元
元徳3年5月5日（ユリウス暦1331年6月10日）、後醍醐天皇を中心とした倒幕計画が発覚し、それに関わった者たちに対する鎌倉幕府による厳しい追及が行われていた。その最中の8月9日（9月11日）、後醍醐天皇は「元徳」から「元弘」へと改元して鎌倉幕府にも詔書を下したが、幕府はこれを認めず「元徳」を使い続ける（『関城書』裏書）とともに、9月20日（10月22日）には光厳天皇を新たな天皇として即位させた。
元弘2年/元徳4年（1332年）には後醍醐天皇は隠岐への遠流に処され、その間に光厳天皇は正慶に改元した。元弘3年/正慶2年（1333年）、後醍醐天皇は隠岐を脱出し幕府を滅ぼした。「正慶」の元号は鎌倉幕府滅亡とともに使われなくなった。
元弘4年1月29日（ユリウス暦1334年3月5日）、建武に改元した。

## 元弘期におきた出来事
元年
- 8月、後醍醐天皇が京都を脱出し、剣璽を持って笠置山へ入る（元弘の乱）。
- 9月、楠木正成が河内国下赤坂城で挙兵する。笠置が落城して後醍醐が捕縛される。鎌倉幕府が光厳天皇を擁立し即位させる。
- 10月、三種の神器が接収される。

2年
- 3月、幕府が後醍醐天皇を隠岐島へ流罪する。
- 6月、楠木正成が千早城で、護良親王が還俗して吉野でそれぞれ蜂起する。

3年
- 2月、赤坂城が落城する。後醍醐天皇が隠岐島を脱出する。
- 5月、足利尊氏や赤松則村（円心）ら後醍醐方に呼応し京都の六波羅探題を滅亡、新田義貞らにより鎌倉幕府が滅亡する。
- 6月、後醍醐天皇が入京し、記録所を復活させるなど建武の新政を開始する。
- 10月、北畠親房・北畠顕家が義良親王（後村上天皇）を奉じて陸奥国へ向かう。
- 12月、足利直義が成良親王を奉じて鎌倉へ向かう。
- 北条氏残党の反乱が活発化する。

### 死去
- 日野資朝
- 北条高時
- 北条仲時
- 京極為兼

## 西暦との対照表
※は小の月を示す。
| 元弘元年（辛未） | 一月      | 二月※ | 三月    | 四月※ | 五月  | 六月 | 七月※ | 八月 | 九月※ | 十月※ | 十一月 | 十二月※ |          |
| 元徳三年         | 一月      | 二月※ | 三月    | 四月※ | 五月  | 六月 | 七月※ | 八月 | 九月※ | 十月※ | 十一月 | 十二月※ |          |
| ---------------- | --------- | ----- | ------- | ----- | ----- | ---- | ----- | ---- | ----- | ----- | ------ | ------- | -------- |
| ユリウス暦       | 1331/2/8  | 3/10  | 4/8     | 5/8   | 6/6   | 7/6  | 8/5   | 9/3  | 10/3  | 11/1  | 11/30  | 12/30   |          |
| 元弘二年（壬申） | 一月      | 二月※ | 三月    | 四月※ | 五月  | 六月 | 七月※ | 八月 | 九月※ | 十月  | 十一月 | 十二月※ |          |
| 正慶元年         | 一月      | 二月※ | 三月    | 四月※ | 五月  | 六月 | 七月※ | 八月 | 九月※ | 十月  | 十一月 | 十二月※ |          |
| ユリウス暦       | 1332/1/28 | 2/27  | 3/27    | 4/26  | 5/25  | 6/24 | 7/24  | 8/22 | 9/21  | 10/20 | 11/19  | 12/19   |          |
| 元弘三年（癸酉） | 一月※     | 二月  | 閏二月※ | 三月  | 四月※ | 五月 | 六月※ | 七月 | 八月  | 九月※ | 十月   | 十一月  | 十二月※  |
| 正慶二年         | 一月※     | 二月  | 閏二月※ | 三月  | 四月※ | 五月 | 六月※ | 七月 | 八月  | 九月※ | 十月   | 十一月  | 十二月※  |
| ユリウス暦       | 1333/1/17 | 2/15  | 3/17    | 4/15  | 5/15  | 6/13 | 7/13  | 8/11 | 9/10  | 10/10 | 11/8   | 12/8    | 1334/1/7 |
| 元弘四年（甲戌） | 一月※     | 二月  | 三月※   | 四月  | 五月※ | 六月 | 七月※ | 八月 | 九月  | 十月※ | 十一月 | 十二月  |          |
| 建武元年         | 一月※     | 二月  | 三月※   | 四月  | 五月※ | 六月 | 七月※ | 八月 | 九月  | 十月※ | 十一月 | 十二月  |          |
| ユリウス暦       | 1334/2/5  | 3/6   | 4/5     | 5/4   | 6/3   | 7/2  | 8/1   | 8/30 | 9/29  | 10/29 | 11/27  | 12/27   |          |